# اسلاک (شهرستان چیشمینسکی، باشقیرستان)
اسلاک (انگلیسی: Slak, Chishminsky District, Republic of Bashkortostan) یک شهرک در شهرستان چیشمینسکی در استان باشقیرستان کشور روسیه است.